# Henry Fuller
Henry E. Fuller (1902; data de morte desconhecida) foi um ciclista britânico.
Representou o Reino Unido na prova de velocidade nos Jogos Olímpicos de 1924, em Paris.